# Kisrozvágy
Kisrozvágy là một thị trấn thuộc hạt Borsod-Abaúj-Zemplén, Hungary. Thị trấn này có diện tích 8,34 km², dân số năm 2010 là 140 người, mật độ 17 người/km².